# Giorgio Napolitano
Giorgio Napolitano [džórdžo napolitàno], italijanski pravnik in politik, * 29. junij 1925, Neapelj, † 22. september 2023, Rim.
10. maja 2006 je bil izvoljen za 11. predsednika Italije. Tako je postal prvi (bivši) komunist na tem položaju.

## Življenjepis
Leta 1942 je ustanovil komunistično odporniško skupino, ki je po kapitulaciji Italije sodelovala v bojih proti Nemcem in Italijanski socialistični republiki.
Leta 1945 je postal član Komunistične partije Italije (KPI), čez dve leti (1947) pa je diplomiral iz prava na Univerzi v Neaplju.
Leta 1953 je bil prvič izvoljen v Poslansko zbornico. Leta 1991 je KPI razpadla in Napolitano je prestopil k Demokratični stranki levice (današnja Demokrati levice). 
Med letoma 1992 in 1994 je bil predsednik Poslanske zbornice Italijanske republike, med letoma 1996 in 1998 notranji minister Italije in med letoma 1999 in 2005 evroposlanec. Oktobra 2005 ga je Carlo Azeglio Ciampi imenoval za dosmrtnega senatorja (leto pred izvolitvijo za predsednika, kar po končanem mandatu avtomatično postane vsak predsednik).
10. maja 2006 je bil v četrtem krogu izvoljen za predsednika republike. 15. maja istega leta je nato še zaprisegel in uradno prevzel položaj predsednika. Kot edini italijanski predsednik doslej je zaradi politične krize oz. nezmožnosti italijanske politike, da bi izvolila novega predsednika, opravljal predsedniško funkcijo dlje od sedemletnega mandata in sicer do izvolitve Sergia Mattarelle februarja leta 2015.